# Agnetha Fältskog

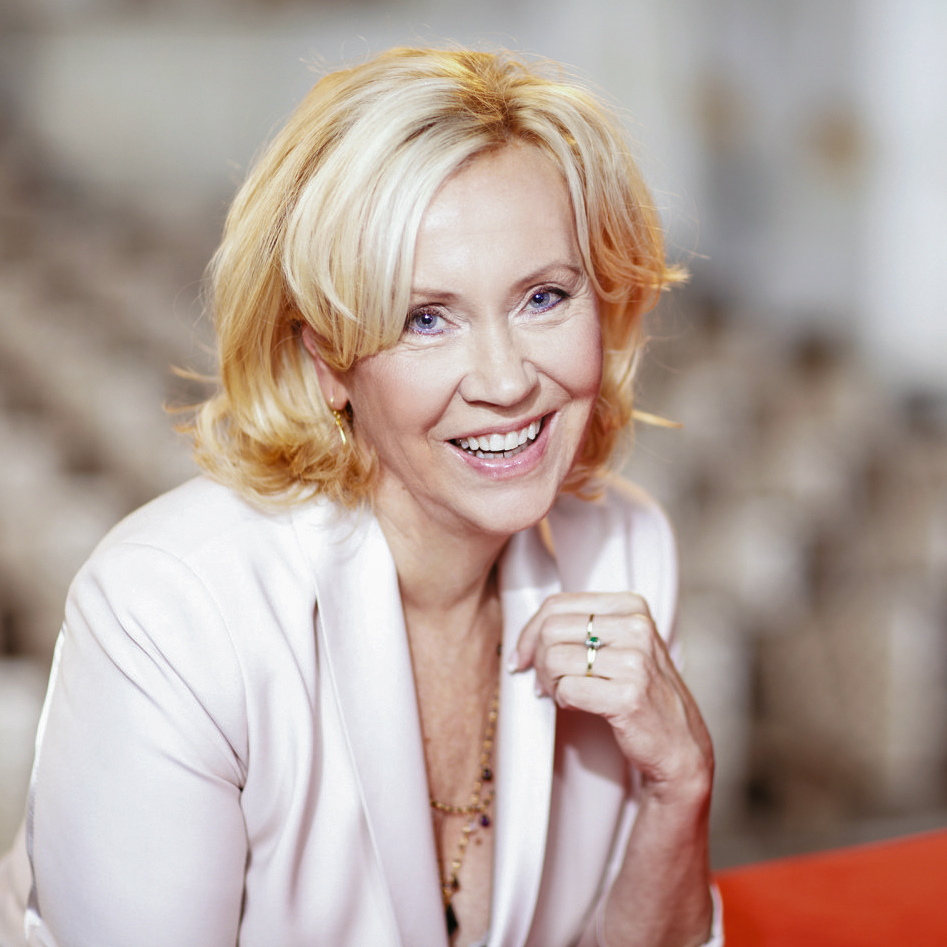
Agnetha Fältskog (2013)

Agnetha Fältskog [aŋˈneːta ˈfɛltskuːg] (* 5. April 1950 in Jönköping als Agneta Åse Fältskog) ist eine schwedische Sängerin und Komponistin. Zwischen 1967 und 1975 veröffentlichte sie fünf Soloalben, deren Lieder sie meist selbst komponiert hatte, und wurde zu einer der bekanntesten Sängerinnen Schwedens.
Weltberühmt wurde sie in den 1970er Jahren als Mitglied der Popgruppe ABBA, die 1972 gegründet wurde. Nach 1982 folgten drei weitere Soloalben, ehe Fältskog sich Ende der 1980er Jahre für viele Jahre aus der Öffentlichkeit zurückzog.
Fältskog wurde von der Swedish Society of Popular Music Composers für ihr Schaffen mit dem SKAP 2013 Kai Gullmar Memorial Award ausgezeichnet.

## Biografie

### Kindheit und Jugend (bis 1967)
Agnetha Fältskog wurde als erste zweier Töchter des Kaufhausgeschäftsführers Knut Ingvar Fältskog und dessen Frau Birgit Margareta Johansson geboren. Ihre Schwester Mona kam 1955 zur Welt. Ende dieses Jahres stand sie, auf Veranlassung des Vaters, mit knapp sechs Jahren das erste Mal auf einer Bühne. Kurze Zeit später begann sie, Klavier zu spielen, und komponierte eigene Lieder, das erste mit sechs Jahren. Im Alter von 13 Jahren gründete sie mit zwei Schulfreundinnen das Gesangstrio The Cambers. Nach mehreren gelegentlichen Auftritten der Gruppe in Parks, Varietés und bei Partys löste sie sich nach etwa zwei Jahren wieder auf. Nach ihrem Schulabschluss im Jahre 1965 verließ Fältskog die Schule und arbeitete in einer Autofirma in Jönköping im Büro als Telefonistin.
Im Sommer 1966 suchte eine Tanzband namens Bernt Enghardts orkester kurzfristig Ersatz, nachdem die ursprüngliche Sängerin Agneta Desilva die Band verlassen hatte. Der Gründer Bernt Enghardt wurde auf Fältskog aufmerksam und begrüßte ihre Mitwirkung nicht nur wegen ihres Gesangtalents, sondern auch wegen der Namensähnlichkeit mit der Vorgängerin – so mussten keine neuen Plakate gedruckt, sondern lediglich mit Fältskogs Bild überklebt werden. Am 17. September 1966 gab sie in der Band ihr Debüt. Nebenbei komponierte sie weiter eigene Stücke, darunter Jag var så kär („Ich war so verliebt“), das einige Monate später ins Repertoire von Bernt Enghardts orkester aufgenommen wurde.

### Solokarriere (1967–1972)
Im Frühjahr 1967 produzierte die Gruppe ein Demoband mit einigen Liedern, darunter auch mehreren Kompositionen von Agnetha Fältskog, die sie an den Produzenten Karl-Gerhard Lundkvist („Little Gerhard“) vom Plattenlabel Cupol schickten. Dieser war vor allem von Utan Dej („Ohne dich“) beeindruckt und kontaktierte Fältskog kurze Zeit später. Im Oktober 1967 wurde sie in die Philips Studios in Stockholm eingeladen, um zwei ihrer Lieder aufzunehmen. Bald erhielt sie einen Plattenvertrag und ihre erste Single wurde Ende November 1967 veröffentlicht. Sie blieb allerdings weiterhin Mitglied von Bernt Enghardts Tanzband. Am 10. Januar 1968 trat Fältskog mit Jag var så kär im Fernsehen auf und einige Wochen später wurde die Single zum Nummer-eins-Hit in den Verkaufscharts. Die Plattenfirma versuchte darauf auch, sie auf dem deutschen Markt zu etablieren.
Anfang Mai 1968 reiste Fältskog nach Berlin, um zwei Lieder in deutscher Sprache aufzunehmen, die der Komponist Dieter Zimmermann geschrieben hatte, der von ihr als Sängerin sehr beeindruckt war. Kurz darauf reiste sie zurück nach Schweden und trat am 23. Mai 1968 mit der Tanzband im südschwedischen Målilla auf, wo auch die landesweit bekannten Hootenanny Singers gastierten. Hier traf Fältskog zum ersten Mal Björn Ulvaeus, den Leadsänger dieser Band, der sie bereits bei ihrem ersten Fernsehauftritt Anfang desselben Jahres gesehen hatte. Wenig später ging Fältskog zwei Wochen lang auf Tour, begleitet von Dieter Zimmermann, mit dem sie sich am 22. Juli 1968 verlobte. Ende September verließ sie Bernt Enghardts Band und zog nach Stockholm. Es folgten weitere Tourneen, Singles sowie ihr Debütalbum Ende 1968.
Die Verlobung mit Dieter Zimmermann wurde Anfang 1969 wieder aufgelöst, ebenso der Plattenvertrag mit Metronome Records, da der erhoffte Erfolg der deutschsprachigen Singles ausgeblieben war. Am 4. Mai 1969 begann die Produktion eines TV-Specials zu Ehren des zuvor verstorbenen Schlagerkomponisten Jules Sylvain, das am 16. August ausgestrahlt wurde und für das Fältskog engagiert wurde. Ebenfalls als Sänger wirkte Björn Ulvaeus mit, der zu dieser Zeit bereits zu einem Teenager-Idol in Schweden geworden war. Die Dreharbeiten dauerten insgesamt einen Monat und führten zu einer Liaison zwischen Fältskog und Ulvaeus, die kurze Zeit später ein Paar wurden. Der Beziehung wurde schnell landesweites Medieninteresse zuteil, obgleich sich Fältskog zunächst dagegen aussprach, auch musikalisch mit ihrem Partner zusammenzuarbeiten. Gemeinsam zogen sie in ein Haus auf Lilla Essingen in Stockholm.
Zur selben Zeit ging Fältskog erneut auf Solo-Tournee und veröffentlichte Ende 1969 ihr nächstes Album Agnetha Fältskog Vol. 2. Im April 1970 reiste sie mit Ulvaeus, seinem guten Freund Benny Andersson sowie dessen Verlobter Anni-Frid Lyngstad, die ebenfalls im Musikgeschäft tätig waren, nach Zypern, wo sich die beiden auch verlobten. Nachdem die vier Musiker auf dieser Reise musikalische Gemeinsamkeiten festgestellt hatten, beschlossen sie, künftig auch gemeinsam aufzutreten. Zudem wirkte Fältskog zusammen mit Lyngstad bei einigen Projekten von Ulvaeus und Andersson als Hintergrundsängerin mit. Im September 1970 nahm sie ihr drittes Album Som jag är („Wie ich bin“) auf und wurde dabei von ihrem Verlobten unterstützt.
Ulvaeus und Fältskog heirateten am 6. Juli 1971 im kleinen Ort Verum in Südschweden. Der Feier wohnten über 3000 Zuschauer sowie Medienvertreter bei. Daneben schrieb Fältskog weiter an eigenen Liedern und veröffentlichte Ende des Jahres ihr viertes Album När en vacker tanke blir en sång („Wenn aus einem schönen Gedanken ein Lied wird“). Das Album enthielt bis auf eine Ausnahme ausschließlich musikalische Eigenkompositionen. Etwa zur selben Zeit wurde sie eingeladen, die Rolle der Maria Magdalena in der schwedischen Fassung von Jesus Christ Superstar anzunehmen. Die Premiere fand am 18. Februar 1972 in Göteborg statt.

### Die Zeit bei ABBA (1972–1982)

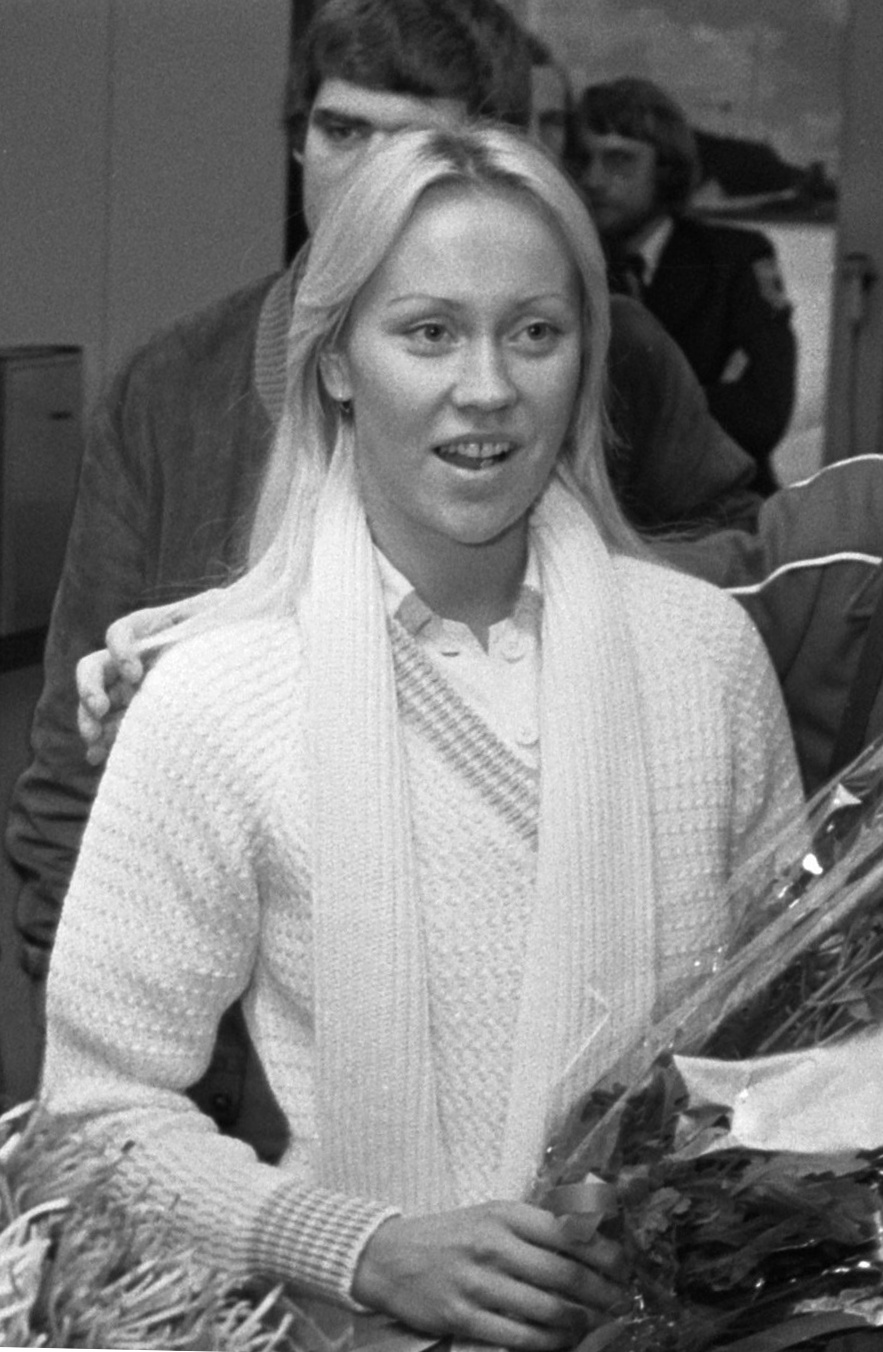
Agnetha Fältskog, 1976 in den Niederlanden

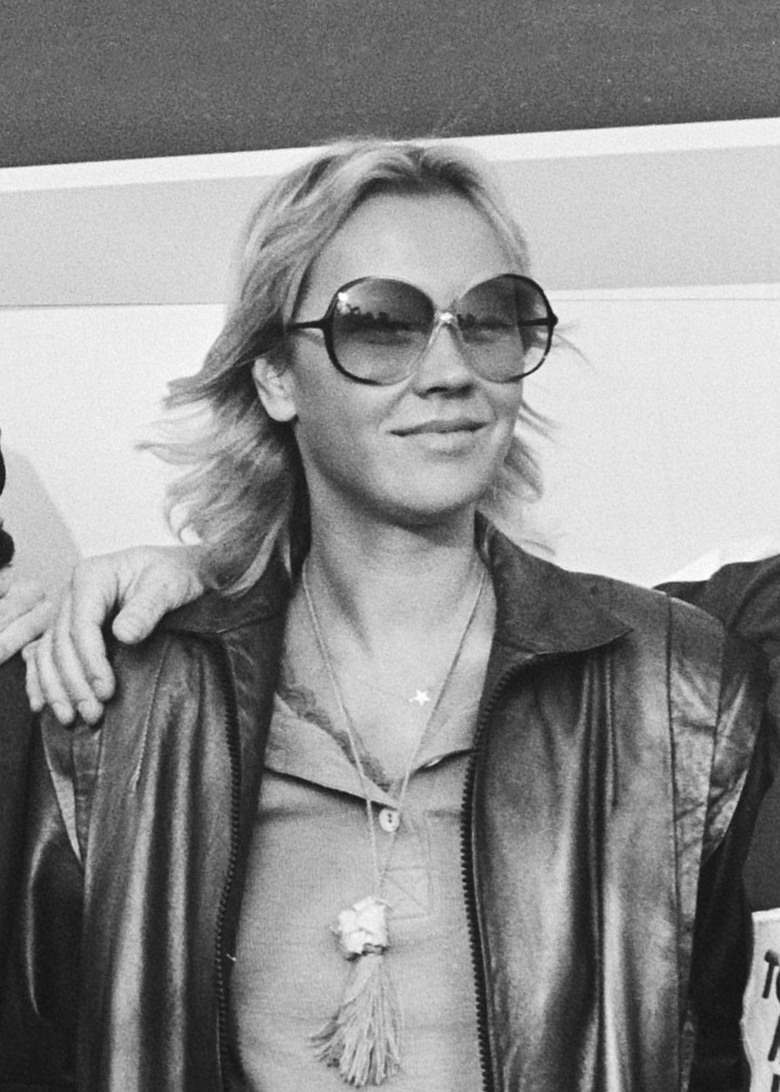
Fältskog im Oktober 1979 auf Tournee in Rotterdam

Nach mehrmaliger Zusammenarbeit mit Ulvaeus, Andersson und Lyngstad nahm Fältskog gemeinsam mit ihren Kollegen am 29. März 1972 ihre erste offizielle Single als Gruppe auf (People Need Love), die im Juni 1972 veröffentlicht wurde. Da auch ihre Bandkollegen nebenbei andere Verpflichtungen hatten, bildete die Gruppe zunächst nicht Fältskogs primäres Arbeitsfeld. So unternahm sie im Sommer 1972 erneut eine Solo-Tournee und produzierte ab September neue Solosingles, während sie parallel mit der Gruppe am Debütalbum arbeitete. Die Titelliste bestand hauptsächlich aus älteren und neuen Liedern von Ulvaeus und Andersson, jedoch steuerte Agnetha Fältskog eine Eigenkomposition bei (Disillusion). Auch plante die Gruppe, an den Melodifestivalen im folgenden Jahr teilzunehmen.
Bei einer Promotiontour mit ihren Kollegen konnte Fältskog zu Jahresbeginn 1973 aufgrund ihrer Schwangerschaft nicht mitwirken und wurde von einer Freundin ersetzt. Am 23. Februar 1973 bekam sie zusammen mit Ulvaeus ihr erstes Kind Linda, worüber landesweit in den Zeitungen berichtet wurde. Mit der Veröffentlichung des ersten Gruppenalbums und der Hitsingle Ring Ring stieg die Bekanntheit der jungen Band in Schweden enorm. Fältskog konzentrierte sich bald hauptsächlich auf ihr Schaffen in der Gruppe, die im Sommer 1973 in „ABBA“ umbenannt wurde und schnell auch über die Landesgrenzen hinaus Erfolg hatte. Gemeinsam mit ihrer Kollegin Lyngstad nahm sie früh die Rolle einer Leadsängerin ein, wobei sich Fältskogs Sopranstimme und Lyngstads Mezzosopran passend ergänzten und bedeutend für die Entwicklung des charakteristischen „ABBA-Sounds“ wurden.
Nach dem Sieg beim Eurovision Song Contest 1974 mit Waterloo wurde Fältskog mit ABBA weltweit bekannt. Die Gruppenalben brachen Verkaufsrekorde in Schweden, trotz vielfacher Kritik von Seiten der linksgerichteten Progg-Bewegung. Neben den umfassenden Verpflichtungen im Rahmen der Band produzierte Fältskog 1975 ihr fünftes Soloalbum Elva kvinnor i ett hus („Elf Frauen in einem Haus“), das im Dezember veröffentlicht wurde. Es blieb vorerst ihr letztes alleiniges Album. Durch den großen kommerziellen Erfolg von ABBA wurde Fältskog neben ihren Bandkollegen zum Weltstar und darüber hinaus zum populärsten Mitglied der Gruppe. Ein Journalist des schwedischen Expressen bezeichnete ihr Gesäß 1975 in einem Artikel erstmals als den „knackigsten Po im Pop“, worauf sie in den folgenden Jahren in Interviews und auf Pressekonferenzen immer wieder angesprochen wurde.
Die immer weiter steigende Popularität von ABBA und die damit einhergehenden Veränderungen in ihrem Privatleben führten ab Mitte der 1970er zu wiederholten Konflikten mit ihrem Ehemann. Während Fältskog möglichst viel Zeit mit ihrer Tochter verbringen wollte, konzentrierte sich Ulvaeus in hohem Maße auf neue Kompositionen und die Arbeit im Studio. Auch die vielfältigen Verpflichtungen im Rahmen der Band strapazierten sie deutlich mehr als Ulvaeus. Die unterschiedlichen Lebensauffassungen der beiden hatten zur Folge, dass sie sich fortan zunehmend auseinanderlebten. Auf dem Höhepunkt der ABBA-Karriere 1976/77 hatte die Popularität der Gruppe Ausmaße erreicht, die für eine schwedische Band bis dahin unbekannt waren. Vor allem die ausufernde Massenhysterie der Fans, insbesondere auf der Tournee durch Australien, sowie die Trennung von ihrer Tochter, aber auch ihre Flugangst, die sie immer wieder vergeblich behandeln ließ, erschwerten ihr das Reisen mit der Band.
Der künstlerische und mediale Druck hatte zur Folge, dass Fältskog wiederholt an Schlaflosigkeit litt. Nachdem sie im November 1976 mit Ulvaeus ein neues Haus in Lidingö bezogen hatte, mussten sie im Jahr drauf erneut umziehen, nachdem es immer wieder zu Zwischenfällen mit aufdringlichen Fans gekommen war. Zur selben Zeit nahmen sie die Arbeit am fünften ABBA-Album und die Dreharbeiten zum ABBA-Film enorm in Anspruch. Trotz ihrer zweiten Schwangerschaft arbeitete sie täglich bis zu 12 Stunden, was dazu führte, dass sie im September 1977 beinahe eine Frühgeburt erlitt. Um sich zu schonen, sang sie einige ihrer Gesangsparts im Liegen ein, beispielsweise Thank You for the Music. Ihr zweites Kind Peter Christian wurde am 4. Dezember 1977 geboren.
Anfang 1978 mied Agnetha Fältskog für einige Wochen die Öffentlichkeit. Trotz der Geburt ihres Sohnes geriet die Ehe mit Ulvaeus immer mehr in eine Krise, was sich teilweise in den damaligen Songs von ABBA widerspiegelte (z. B. One Man, One Woman). Die beiden trugen private Streitigkeiten auch im Studio aus, was die Zusammenarbeit in der Band ebenfalls belastete. Im Sommer 1978 unternahmen sie den Versuch, ihre Differenzen noch mithilfe einer Paartherapie zu klären. Doch auch dieser Schritt änderte nichts an ihrer Situation, so dass eine Trennung bereits im Herbst 1978 absehbar war – genau zu dem Zeitpunkt, als ihre Bandkollegen Anni-Frid Lyngstad und Benny Andersson nach neunjähriger Verlobung heirateten. Die Entscheidung wurde zunächst vor der Öffentlichkeit geheim gehalten. Auch auf den Promotiontouren nach Japan und Großbritannien ließen sich Fältskog und Ulvaeus nichts anmerken.
Am 25. Dezember 1978 zog Fältskog mit ihren Kindern aus dem gemeinsamen Haus in ein nahegelegenes, ursprünglich für die Beherbergung von Gästen benutztes Haus ihres Plattenlabels Polar Music. Die Spannungen zu Ulvaeus lösten sich daraufhin mit der Zeit, vor allem bei der gemeinsamen Arbeit im Studio. Das Sorgerecht für ihre Kinder teilten sie sich einvernehmlich. Als die Neuigkeit über die Trennung im Januar 1979 den Medien bekanntgegeben wurde, spekulierten Journalisten und Fans weltweit ebenso über eine mögliche bevorstehende Trennung von ABBA. Doch Fältskog blieb ein Mitglied der Gruppe und meinte sogar, dass sich die neuen Verhältnisse positiv auf die aktuelle Arbeit von ABBA auswirken würden. Trotzdem versuchten die Medien unentwegt, Details über ihre Scheidung sowie mögliche neue Beziehungen herauszufinden, was ihr sehr missfiel.
Im Herbst 1979 folgte eine weitere große Tournee durch Amerika und Europa, auf der es zu einem schweren Zwischenfall kam, als das Flugzeug mit Agnetha Fältskog über der Ostküste der USA in einen Sturm geriet und beinahe abstürzte. Das Ereignis hatte zur Folge, dass sie erkrankte und das Konzert in Washington abgesagt werden musste. Der europäische Teil der Tour verlief hingegen weitgehend stressfrei und bestätigte die nach wie vor ungebrochene Popularität von ABBA in Europa. Fältskog äußerte sich nachher positiv darüber und meinte, dass sie es beinahe ein wenig traurig finde, dass die Konzerte vorbei waren. Andererseits beabsichtigte sie weiterhin, ihren Kindern mehr Aufmerksamkeit zu schenken als ihrer Karriere. Ihre Schwierigkeit, eine Balance zwischen Berufs- und Privatleben zu finden, bestand auch in den frühen 1980er Jahren fort.
Nach einer letzten Konzertreise im März 1980 nach Japan beschränkten sich die Aktivitäten der Band größtenteils auf die Arbeit im Studio. Weder Fältskog noch ihre Bandkollegen waren an weiteren Promotion-Touren oder Live-Auftritten interessiert. Im Juli 1980 wurde die Ehe mit Björn Ulvaeus geschieden. In dem schwedischen Film Der Casanova von Schweden (Raskenstam) von 1983 spielte Fältskog in einer Hauptrolle die betrogene Frau eines Provinzcasanovas.

### Solokarriere nach ABBA (1983–1988)
Nach dem vorläufigen Ende von ABBA brachte Fältskog mehrere Soloalben auf den Markt. Im Frühjahr 1983 entstand in den Polar Studios in Stockholm ihr erstes englischsprachiges Album Wrap Your Arms Around Me, das von Mike Chapman produziert und am 31. Mai 1983 international veröffentlicht wurde. Sie komponierte kaum mehr selbst, sondern wählte die Lieder für das Album lediglich aus. Die Stücke reichten von Rock (Can’t Shake Loose) über 60er-Jahre-Pop (Mr. Persuasion) bis hin zu Balladen (To Love, Wrap Your Arms Around Me u. a.). Mit dem Lied Man war lediglich eine einzige Eigenkomposition von Fältskog zu hören. Das Album verkaufte sich international ungefähr 1,2 Millionen Mal.
Im März 1985 folgte das Album Eyes of a Woman, das von Eric Stewart produziert und von Oktober bis Dezember 1984 in Stockholm aufgenommen wurde. Es enthielt die Single-Auskopplungen I Won’t Let You Go, One Way Love und Just One Heart und war ihre letzte Produktion für das Label Polar Music. Parallel dazu wurde das Fernseh-Special A for Agnetha gedreht, um damit für das Album zu werben. Auch hier variierte der Stil der Lieder. Fältskog wollte vermeiden, als Balladen singende, einsame und ewig leidende Frau zu gelten, und nahm daher auch einige energetische Stücke auf wie I Won’t Let You Go und Save Me (Why Don’t Ya). Das Lied The Angels Cry wurde von Justin Hayward komponiert, der auch bei den Aufnahmen mitspielte.
Nach dem Auslaufen ihres Vertrages bei Polar Music lernte sie den ehemaligen Sänger der Band Chicago, Peter Cetera, kennen, der sie überredete, mit ihm an einem Album zu arbeiten. Im November 1987 erschien auf dem Label WEA das Resultat dieser Zusammenarbeit, das von Cetera produzierte Album I Stand Alone. Es wurde in den Chartmaker Studios in Los Angeles aufgenommen und war die einzige Produktion, die Fältskog je außerhalb Schwedens aufnahm. I Stand Alone ist geprägt vom Westcoast-Sound der späten 1980er Jahre. Die darin enthaltenen Singles waren Let It Shine, The Last Time und das Duett mit Peter Cetera, I Wasn’t The One (Who Said Goodbye).
Fältskogs Solosingles und -Alben waren nicht annähernd so erfolgreich wie die von ABBA, dennoch konnte sie damit Spitzenplatzierungen in Skandinavien, den Benelux-Staaten und Südafrika verbuchen. In den großen, wichtigen Märkten wie Großbritannien, Deutschland, USA oder Australien waren ihre Veröffentlichungen eher im Mittelfeld der Hitlisten zu finden. Nach einigen letzten Promotion-Terminen für I Stand Alone Anfang 1988 zog sich Fältskog für viele Jahre aus der Musikindustrie zurück. Sie lebte fortan mit ihrer Tochter Linda und deren Familie auf ihrem Bauernhof auf Helgö in der westlich von Stockholm gelegenen, aus mehreren Inseln im Mälarsee bestehenden Gemeinde Ekerö.

### Zurückgezogene Jahre (1989–2012)

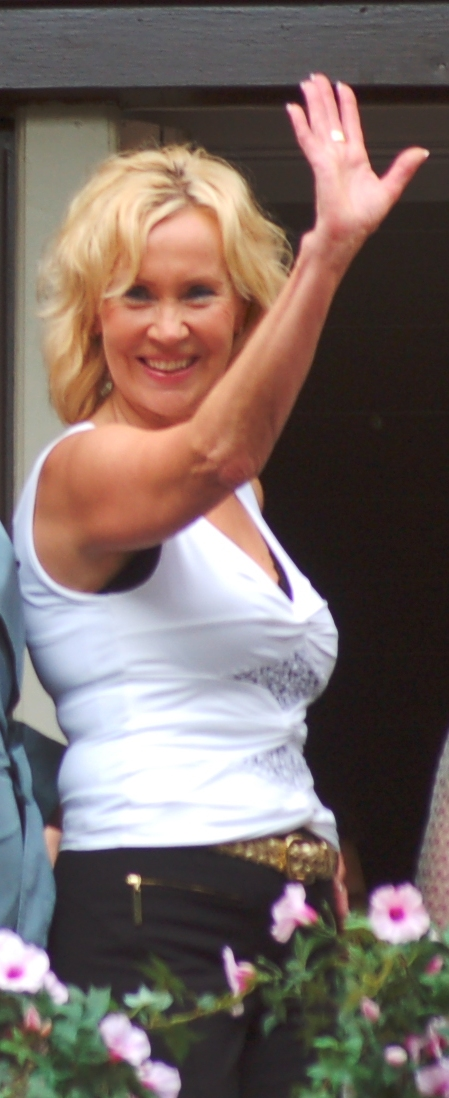
Agnetha Fältskog 2008 bei der Premiere des Mamma Mia!-Films in London

Nach der Scheidung von Ulvaeus hatte Agnetha Fältskog zahlreiche Affären und kurzzeitige Beziehungen. Ihre 1990 geschlossene zweite Ehe mit dem schwedischen Arzt Tomas Sonnenfeld wurde Ende 1992 wieder geschieden. Im Januar 1994 musste sie auch mit dem Suizid ihrer Mutter und ein Jahr später mit dem Tod ihres Vaters fertigwerden. 1996 erschien in Zusammenarbeit mit der Journalistin Brita Åhman Fältskogs Autobiografie Som jag är (der Titel entspricht dem ihres gleichnamigen Studioalbums von 1970). In Großbritannien erschien das Buch unter dem Titel As I Am, in Dänemark als Som jeg er sowie in deutscher Übersetzung unter dem Titel Wie ich bin.
Zwischen 1997 und 1999 hatte Fältskog eine Beziehung mit dem damals in Schweden lebenden Niederländer Gert van der Graaf. Dieser belästigte Fältskog danach wiederholt und drang sogar in ihr Anwesen ein. Wegen Stalkings wurde er mehrmals zu hohen Geldstrafen verurteilt; er musste Schadensersatz zahlen, wurde wiederholt festgenommen, schließlich 2003 in die Niederlande abgeschoben und erhielt ein befristetes Einreiseverbot nach Schweden. Im Jahr 2023 erschien auf Amazon Prime Video die Dokumentation Take A Chance über Gert van der Graaf gegen den Willen von Fältskog. Ihr Versuch, die Dokumentation zu stoppen, scheiterte.
1999 las Fältskog für die ABBA-Dokumentation The Winner Takes It All einzelne Passagen aus ihrer Autobiografie, die auf Tonband aufgenommen und anschließend in die Dokumentation eingespielt wurden. Sie wurde dabei gefilmt, wie sie durch den Schlosspark von Drottningholm spazierte.
2004 veröffentlichte Fältskog nach 17 Jahren Pause wieder ein Album. Unter dem Titel My Colouring Book sang sie Coverversionen von Liedern, die sie in ihrer Jugend beeinflusst hatten. Die erste Single If I Thought You’d Ever Change Your Mind, eine Interpretation eines Cilla-Black-Songs, erreichte in der ersten Verkaufswoche Platz 11 der britischen Charts und war damit neben Anni-Frid Lyngstads I Know There’s Something Going On die erfolgreichste Solo-Single eines ABBA-Mitglieds. Ihre Teilnahme an den Feierlichkeiten zum 30-jährigen Jubiläum von ABBA und dem Fünf-Jahre-Jubiläum des Musicals Mamma Mia! am 6. April 2004 sagte Fältskog kurzfristig ab. Im selben Jahr gab sie jedoch mehrere Fernsehinterviews, in denen sie zum Teil offen über ihr Privatleben, ihre Flugangst und die Zeit bei ABBA sprach.
Am 12. Februar 2005 erschien sie neben ihren drei ehemaligen Bandkollegen zur schwedischen Premiere von Mamma Mia! im Cirkus-Theater in Stockholm. Ein gemeinsames Foto der vier ehemaligen ABBA-Mitglieder wurde an diesem Abend allerdings nicht aufgenommen. Auch am 7. Januar 2007 erschien Fältskog zur finalen Vorführung des Musicals.
Am 4. Juli 2008 besuchte sie neben ihren drei Bandkollegen die Premiere der Musicalverfilmung Mamma Mia! in Stockholm, bei der zum ersten Mal seit 1986 ein gemeinsames Bild aufgenommen wurde, zusammen mit der Besetzung des Films. Am 8. Oktober 2008 kam unter dem Titel My Very Best eine Doppel-CD auf den Markt, aufgeteilt in schwedisch- (CD1) und englischsprachige Solohits (CD2), ausgewählt aus der gesamten Laufzeit der Solokarriere von 1967 bis 2004. Ihr Einstieg auf Platz 4 in die schwedischen Albumcharts reichte schon in der ersten Verkaufswoche für Goldstatus.
Am 23. Januar 2009 nahm sie gemeinsam mit ihrer ehemaligen ABBA-Kollegin Anni-Frid Lyngstad eine Auszeichnung für ihr Lebenswerk entgegen. Am 15. Oktober 2010 erschien Fältskog gemeinsam mit ihrem Ex-Mann Björn Ulvaeus zur Premiere von Mamma Mia! in Dänemark.

### Musikalisches Comeback (2013)
Im Jahre 2012 begann Fältskog, zusammen mit dem schwedischen Songwriter Jörgen Elofsson an einem neuen Album zu arbeiten. Dieses erschien am 10. Mai 2013 in Deutschland und drei Tage später weltweit. Der schlichte Titel „A“ soll auf den ersten Buchstaben von Fältskogs Vornamen und von „ABBA“ anspielen. Am 11. März 2013 wurde in Deutschland und Österreich vorab die Single The One Who Loves You Now veröffentlicht, in allen anderen Ländern der Song When You Really Loved Someone. Das Album stieg in Schweden, Großbritannien, Australien, Deutschland, Norwegen, der Schweiz und in Dänemark in die Top Ten der Album-Charts ein.
Am 12. November 2013 sang Fältskog das erste Mal seit 25 Jahren wieder live auf einer Bühne. Sie sang mit Gary Barlow das Duett I Should've Followed You Home in der BBC Show Children in Need Rocks. Sie sangen das Lied erstmals gemeinsam; die Aufnahmen zu dem Song hatten getrennt stattgefunden. Barlow war auch der Organisator der Show.

### ABBA-Comeback und Weiterführung der Solo-Karriere (2017–heute)
Zwischen 2017 und 2021 nahm Agnetha Fältskog gemeinsam mit ihren Bandkollegen Anni-Frid Lyngstad, Björn Ulveaus und Benny Andersson das neunte ABBA-Album Voyage auf, nachdem die Gruppe seit 1982 keine Titel mehr gemeinsam aufgenommen hatten. Parallel zu den Aufnahmen am Album produzierte die Gruppe das Hologramm Konzert ABBA Voyage, zu dessen Premiere in London am 26. Mai 2022 alle Bandmitglieder inklusive Fältskog anwesend waren, es war die erste öffentliche Zusammenkunft der Gruppe seit beinahe 40 Jahren.
Am 31. August 2023 veröffentlichte Agnetha Fältskog bei BBC Radio 2 ein neues Lied mit dem Titel Where Do We Go from Here.

## Diskografie

### Studioalben
| Jahr | Titel                    | Höchstplatzierung, Gesamtwochen, AuszeichnungChartplatzierungen (Jahr, Titel, Platzierungen, Wochen, Auszeichnungen, Anmerkungen) | Höchstplatzierung, Gesamtwochen, AuszeichnungChartplatzierungen (Jahr, Titel, Platzierungen, Wochen, Auszeichnungen, Anmerkungen) | Höchstplatzierung, Gesamtwochen, AuszeichnungChartplatzierungen (Jahr, Titel, Platzierungen, Wochen, Auszeichnungen, Anmerkungen) | Höchstplatzierung, Gesamtwochen, AuszeichnungChartplatzierungen (Jahr, Titel, Platzierungen, Wochen, Auszeichnungen, Anmerkungen) | Höchstplatzierung, Gesamtwochen, AuszeichnungChartplatzierungen (Jahr, Titel, Platzierungen, Wochen, Auszeichnungen, Anmerkungen) | Anmerkungen                                                            |
| Jahr | Titel                    | DE | AT | CH | UK | SE | Anmerkungen                                                            |
| ---- | ------------------------ | --- | --- | --- | --- | --- | ---------------------------------------------------------------------- |
| 1970 | Som jag är               | — | — | — | — | SE54 (1 Wo.)SE | Charteinstieg erst 2017                                                |
| 1975 | Elva kvinnor i ett hus   | — | — | — | — | SE11 (13 Wo.)SE | Erstveröffentlichung: 1. Dezember 1975                                 |
| 1981 | Nu tändas tusen juleljus | — | — | — | — | SE6 (4 Wo.)SE | Erstveröffentlichung: Oktober 1981 Weihnachtsalbum mit Tochter Linda   |
| 1983 | Wrap Your Arms Around Me | DE13 (26 Wo.)DE | — | — | UK18 (13 Wo.)UK | SE1 (11 Wo.)SE | Erstveröffentlichung: 31. Mai 1983                                     |
| 1985 | Eyes of a Woman          | DE30 (11 Wo.)DE | — | — | UK38 (3 Wo.)UK | SE2 (8 Wo.)SE | Erstveröffentlichung: März 1985                                        |
| 1987 | I Stand Alone            | DE47 (3 Wo.)DE | — | — | UK72 (1 Wo.)UK | SE1 (8 Wo.)SE | Erstveröffentlichung: November 1987                                    |
| 2004 | My Colouring Book        | DE6 (10 Wo.)DE | AT25 (3 Wo.)AT | CH17 (6 Wo.)CH | UK12 Silber · (5 Wo.)UK | SE1 Platin · (25 Wo.)SE | Erstveröffentlichung: 19. April 2004 Verkäufe: + 120.000               |
| 2013 | A                        | DE3 Gold · (18 Wo.)DE | AT8 (5 Wo.)AT | CH2 (9 Wo.)CH | UK6 Gold · (19 Wo.)UK | SE2 Gold · (30 Wo.)SE | Erstveröffentlichung: 10. Mai 2013 Verkäufe: + 220.000                 |
| 2023 | A+                       | DE5 (3 Wo.)DE | AT6 (2 Wo.)AT | CH3 (2 Wo.)CH | UK48 (1 Wo.)UK | SE8 (1 Wo.)SE | Neuaufnahme des Albums von 2013 Erstveröffentlichung: 13. Oktober 2023 |

grau schraffiert: keine Chartdaten aus diesem Jahr verfügbar
Weitere Studioalben
- 1968: Agnetha Fältskog
- 1969: Agnetha Fältskog Vol. 2
- 1971: När en vacker tanke blir en sång
- 1987: Kom följ med i vår karusell (mit Sohn Christian)

### Kompilationen
| Jahr | Titel                   | Höchstplatzierung, Gesamtwochen, AuszeichnungChartsChartplatzierungen (Jahr, Titel, Platzierungen, Wochen, Auszeichnungen, Anmerkungen) | Anmerkungen                                     |
| Jahr | Titel                   | SE | Anmerkungen                                     |
| ---- | ----------------------- | --- | ----------------------------------------------- |
| 1996 | My Love My Life         | SE21 (3 Wo.)SE | Doppel-CD                                       |
| 2008 | My Very Best            | SE4 (11 Wo.)SE | Erstveröffentlichung: 8. Oktober 2008 Doppel-CD |
| 2024 | Singlar och andra sidor | SE31 (1 Wo.)SE | Erstveröffentlichung: 31. Januar 2024           |

Weitere Kompilationen
- 1973: Agnetha Fältskogs Bästa
- 1979: Tio år med Agnetha
- 1986: Sjung denna sång
- 1986: Agnetha Collection
- 1989: Agnetha in Germany (offizielle japanische Fanclub-CD, alle 16 deutschen Titel und zwei englische Bonustitel)
- 1994: Geh mit Gott (sämtliche 16 deutsche Titel, offizielles Sammelalbum des Agnetha Fältskog Worldwide Fanclub, Roosendaal, The Nederlands)
- 1994: Agnetha & Frida – The Voice Of ABBA (offizielle Zusammenstellung von 14 Solo-Hits 1982–1985, Label: Karussell Ltd./Polydor Nr.550 212-2)
- 1998: That’s Me (The Greatest Hits)
- 1998: Svensktoppar
- 2004: 13 Hits
- 2004: De första åren – Agnetha Fältskog 1967–1979 (Box mit sechs CDs)

### Mitwirkung in Musicals
- 1972: Diverse: Jesus Christ Superstar (Schwedische Version/CD-Veröffentlichung in Deutschland 1995)

### Singles
| Jahr | Titel Album                                                | Höchstplatzierung, Gesamtwochen, AuszeichnungChartplatzierungen (Jahr, Titel, Album, Platzierungen, Wochen, Auszeichnungen, Anmerkungen) | Höchstplatzierung, Gesamtwochen, AuszeichnungChartplatzierungen (Jahr, Titel, Album, Platzierungen, Wochen, Auszeichnungen, Anmerkungen) | Höchstplatzierung, Gesamtwochen, AuszeichnungChartplatzierungen (Jahr, Titel, Album, Platzierungen, Wochen, Auszeichnungen, Anmerkungen) | Höchstplatzierung, Gesamtwochen, AuszeichnungChartplatzierungen (Jahr, Titel, Album, Platzierungen, Wochen, Auszeichnungen, Anmerkungen) | Höchstplatzierung, Gesamtwochen, AuszeichnungChartplatzierungen (Jahr, Titel, Album, Platzierungen, Wochen, Auszeichnungen, Anmerkungen) | Höchstplatzierung, Gesamtwochen, AuszeichnungChartplatzierungen (Jahr, Titel, Album, Platzierungen, Wochen, Auszeichnungen, Anmerkungen) | Höchstplatzierung, Gesamtwochen, AuszeichnungChartplatzierungen (Jahr, Titel, Album, Platzierungen, Wochen, Auszeichnungen, Anmerkungen) | Anmerkungen                                                                                  |
| Jahr | Titel Album                                                | DE | AT | CH | UK | US | NL | SE | Anmerkungen                                                                                  |
| ---- | ---------------------------------------------------------- | --- | --- | --- | --- | --- | --- | --- | -------------------------------------------------------------------------------------------- |
| 1975 | SOS Elva kvinnor i ett hus                                 | — | — | — | — | — | — | SE4 (10 Wo.)SE | B-Seite: Visa i åttonde månaden                                                              |
| 1982 | Never Again –                                              | DE37 (6 Wo.)DE | — | — | — | — | NL19 (5 Wo.)NL | SE2 (8 Wo.)SE | B-Seite: Just for the Fun mit Tomas Ledin                                                    |
| 1983 | The Heat Is On Wrap Your Arms Around Me                    | DE20 (17 Wo.)DE | — | CH15 (1 Wo.)CH | UK35 (7 Wo.)UK | — | NL5 (11 Wo.)NL | SE1 (8 Wo.)SE | B-Seite: Man                                                                                 |
| 1983 | Can’t Shake Loose Wrap Your Arms Around Me                 | — | — | — | UK63 (3 Wo.)UK | US29 (15 Wo.)US | — | — | B-Seite: Man(US) / To Love(International)                                                    |
| 1983 | Wrap Your Arms Around Me                                   | DE30 (11 Wo.)DE | AT20 (2 Wo.)AT | — | UK44 (6 Wo.)UK | — | NL4 (9 Wo.)NL | — | B-Seite: Take Good Care of Your Children                                                     |
| 1984 | It’s So Nice to Be Rich –                                  | — | — | — | — | — | — | SE8 (4 Wo.)SE | B-Seite: P&B                                                                                 |
| 1985 | I Won’t Let You Go Eyes of a Woman                         | DE24 (11 Wo.)DE | — | — | UK84 (4 Wo.)UK | — | NL17 (7 Wo.)NL | SE6 (4 Wo.)SE | B-Seite: You’re There                                                                        |
| 1986 | The Way You Are –                                          | — | — | — | — | — | — | SE1 (7 Wo.)SE | B-Seite: Fly Like the Eagle mit Ola Håkansson                                                |
| 1987 | The Last Time I Stand Alone                                | DE47 (6 Wo.)DE | — | — | UK77 (3 Wo.)UK | — | NL40 (8 Wo.)NL | — | B-Seite: Are You Gonna Throw It All Away                                                     |
| 1988 | I Wasn’t the One (Who Said Goodbye) I Stand Alone          | — | — | — | — | US93 (3 Wo.)US | — | — | B-Seite: If You Need Somebody Tonight                                                        |
| 1998 | The Queen of Hearts –                                      | — | — | — | — | — | — | SE53 (1 Wo.)SE | B-Seite: Eyes of a Woman                                                                     |
| 2004 | If I Thought You’d Ever Change Your Mind My Colouring Book | — | — | CH75 (1 Wo.)CH | UK11 (6 Wo.)UK | — | NL20 (9 Wo.)NL | SE2 (15 Wo.)SE |                                                                                              |
| 2004 | When You Walk in the Room My Colouring Book                | — | — | — | UK34 (2 Wo.)UK | — | — | SE11 (9 Wo.)SE |                                                                                              |
| 2013 | The One Who Loves You Now A                                | DE71 (1 Wo.)DE | — | — | — | — | — | — | Erstveröffentlichung: 11. März 2013                                                          |
| 2013 | When You Really Loved Someone A                            | — | — | — | — | — | NL76 (1 Wo.)NL | — | Erstveröffentlichung: 11. März 2013                                                          |
| 2013 | I Should’ve Followed You Home A                            | — | — | — | UK99 (1 Wo.)UK | — | — | — | Erstveröffentlichung: 18. November 2013 A+ Version: 29. September 2023 Duett mit Gary Barlow |

Weitere Singles
- 1967: Följ med mig/Jag var så kär
- 1968: Slutet gott allting gott/Utan dej mitt liv går vidare
- 1968: En sommar med dej/Försonade
- 1968: Allting har förändrat sig/Den jag väntat på
- 1968: Sjung denna sång/Någonting händer med mig
- 1968: Snövit och de sju dvärgarna/Min farbror Jonathan
- 1968: Borsta tandrollen bort
- 1968: Robinson Crusoe/Sonny Boy (auf Deutsch, A-Seite: Text: Fred Jay, geschrieben von D. Zimmermann und Giorgio Moroder; B-Seite: Dieter Zimmermann, Hans-Ulrich Weigel)[16]
- 1968: Señor Gonzales/Mein schönster Tag (auf Deutsch)
- 1969: En gång fanns bara vi två/Fram för svenska sommaren
- 1969: Hjärtats kronprins/Tag min hand låt oss bli vänner
- 1969: Zigenarvän/Som en vind kom du till mig
- 1969: Concerto d’Amore/Wie der Wind (auf Deutsch)
- 1969: Wer schreibt heut’ noch Liebesbriefe/Das Fest der Pompadour (auf Deutsch)
- 1970: Om tårar vore guld/Litet solskensbarn
- 1970: Ta det bara med ro/Som ett eko
- 1970: Fragezeichen mag ich nicht/Wie der nächste Autobus (auf Deutsch)
- 1970: Ein kleiner Mann in einer Flasche/Ich suchte Liebe bei dir (auf Deutsch)
- 1971: Kungens vaktparad/Jag vill att du skall bli lycklig
- 1971: Många gånger än/Han lämnar mig för att komma till dig
- 1972: Vart ska min kärlek föra/Nu ska du bli stilla
- 1972: Tio mil kvar till Korpilombolo/Så glad som dina ögon
- 1972: Geh’ mit Gott/Tausend Wunder (auf Deutsch)
- 1972: Komm doch zu mir/Ich denk’ an dich (auf Deutsch)
- 1973: En sång om sorg och glädje/Vi har hunnit fram till refrängen
- 1974: Golliwog/Here for Your Love
- 1974: Dom har glömt/Gulleplutt
- 1982: Ya nunca mas (mit Tomas Ledin)/Y me sorprendio
- 1983: The Heat Is On/Take Good Care of Your Children (Kanada)
- 1985: One Way Love/Turn The World Around
- 1985: Just One Heart/Click Track
- 1985: The Angels Cry/We Move as One
- 1987: På Söndag/Mitt namn är Blom (mit Christian)
- 1987: Karusellvisan/Liten och trött (mit Christian)
- 1988: Let It Shine/Maybe It Was Magic
- 2013: When You Really Loved Someone
- 2013: Dance Your Pain Away
- 2023: Where Do We Go from Here?

### Coverversionen
Agnetha Fältskog nahm, wie es in den 1960er und 1970er Jahren in Europa üblich war, viele Titel ausländischer Künstler auf und veröffentlichte sie auf Schwedisch.
| Erschienen (Jahr) | Titel (schwedisch)                | Originaltitel                | Originalinterpret  | Album                            |
| ----------------- | --------------------------------- | ---------------------------- | ------------------ | -------------------------------- |
| 1968              | Slutet gott, allting gott         | Honey Stuff                  | Judy Lynn          | Agnetha Fältskog                 |
| 1968              | Följ med mej                      | Hello Love                   | Julie Grant        | Agnetha Fältskog                 |
| 1968              | Den jag väntat på                 | Your Love Is Everywhere      | Jackie Trent       | Agnetha Fältskog                 |
| 1969              | Ge dej till tåls                  | Are You Ready for Love       | Kim Davis          | Agnetha Fältskog Vol. 2          |
| 1970              | Som ett eko                       | Vagabondo                    | Nicola Di Bari     | Som jag är                       |
| 1970              | En sång och en saga               | La première étoile           | Mireille Mathieu   | Som jag är                       |
| 1970              | Tänk va’ skönt                    | It’s Good to Be Alive        | Judy Page          | Som jag är                       |
| 1970              | Ta det bara med ro                | Things Go Better with Love   | Jeannie C. Riley   | Som jag är                       |
| 1970              | Spela vår sång                    | Melody Man                   | Petula Clark       | Som jag är                       |
| 1970              | Sov gott min lilla vän            | Un jour, un enfant           | Frida Boccara      | Som jag är                       |
| 1971              | Dröm är dröm, och saga saga       | Era bello il mio ragazzo     | Anna Identici      | När en vacker tanke blir en sång |
| 1972              | Vart ska min kärlek föra          | I Don’t Know How to Love Him | Yvonne Elliman     | Agnetha Fältskog bästa           |
| 1973              | En sång om sorg och glädje        | Union Silver                 | Middle of the Road | Agnetha Fältskog bästa           |
| 1973              | Vi har hunnit fram till refrängen | Our Last Song Together       | Neil Sedaka        | Agnetha Fältskog bästa           |
| 1975              | Mina ögon                         | Disillusion                  | Abba               | Elva kvinnor i ett hus           |
| 1975              | S.O.S                             | S.O.S                        | Abba               | Elva kvinnor i ett hus           |

### Coverversionen deutsch/schwedisch/englisch
Agnetha nahm auch 16 Titel in deutscher Sprache auf. Vier dieser Titel haben eine schwedische Entsprechung.
| Erschienen (Jahr) | Titel (deutsch)                   | Titel (schwedisch)                    | Titel (englisch)                             |
| ----------------- | --------------------------------- | ------------------------------------- | -------------------------------------------- |
| 1968              | Mein schönster Tag                | –                                     | Between These Arms Percy Sledge              |
| 1969              | Concerto d’Amore                  | Det handlar om kärlek                 |                                              |
| 1969              | Wie der Wind                      | Som en vind kom du till mig           |                                              |
| 1970              | Ein kleiner Mann in einer Flasche | –                                     | If You Can Put That in a Bottle Billy Meshel |
| 1972              | Tausend Wunder                    | Jag skall göra allt                   |                                              |
| 1972              | Ich denk’ an dich                 | Han lämnar mig för att komma till dig |                                              |
| 1972              | Geh’ mit Gott                     | –                                     | Here’s to You Joan Baez und Ennio Morricone  |

### Übrige Coverversionen
Im Jahr 2004 brachte Agnetha Fältskog auf ihrem Album My Colouring Book hauptsächlich Lieder früherer Interpreten heraus.
| Jahr | Titel (englisch)                         | Originalinterpret                            | Album             |
| ---- | ---------------------------------------- | -------------------------------------------- | ----------------- |
| 2004 | My Colouring Book                        | Barbra Streisand                             | My Colouring Book |
| 2004 | When You Walk in the Room                | Jackie DeShannon                             | My Colouring Book |
| 2004 | If I Thought You’d Ever Change Your Mind | Cilla Black                                  | My Colouring Book |
| 2004 | Sealed with a Kiss                       | The Four Voices                              | My Colouring Book |
| 2004 | Love Me with All Your Heart              | Los Hermanos Rigual (Cuando calienta el sol) | My Colouring Book |
| 2004 | Fly Me to the Moon                       | Kaye Ballard                                 | My Colouring Book |
| 2004 | Past, Present and Future                 | The Shangri-Las                              | My Colouring Book |
| 2004 | A Fool am I                              | Fabrizio Ferretti (Dimmelo, parlami)         | My Colouring Book |
| 2004 | I Can’t Reach Your Heart                 | Connie Francis                               | My Colouring Book |
| 2004 | Sometimes When I’m Dreaming              | Art Garfunkel                                | My Colouring Book |
| 2004 | The End of the World                     | Skeeter Davis                                | My Colouring Book |
| 2004 | Remember Me                              | Sandie Shaw                                  | My Colouring Book |
| 2004 | What Now My Love                         | Gilbert Bécaud (Et maintenant)               | My Colouring Book |

### Deutsche Singles (1968–1972)
Mit Unterstützung ihres damaligen Verlobten, des deutschen Komponisten und Produzenten Dieter Zimmermann, veröffentlichte sie 1968 in Deutschland Titel mit deutschsprachigen Texten. Ihre acht deutschen Singles hatten kommerziell jedoch keinen Erfolg. Die Verlobung mit Zimmermann wurde 1969 aufgelöst.
Die Aufnahmen wurden zum ersten Mal 1989 in Japan auf einer CD mit dem Titel Agnetha in Germany veröffentlicht. Es sind alle 16 deutschen Stücke sowie zwei englische Bonustracks enthalten. Von dieser Japan-Pressung (Odoriko Music OMS-118) existieren nur etwa 300 Stück, die von dem mittlerweile nicht mehr existenten Fanclub seinerzeit genehmigt wurden.
1994 erschienen die Titel ohne die englischen Bonus-Tracks auf einer in den Niederlanden gepressten Compilation-CD (Geh mit Gott) auf dem deutschen Label Royal Records. Von dieser CD wurden 1.000 Exemplare gepresst; es handelt sich dabei ebenfalls um eine Fanclub-Produktion.
| Jahr | A-Seite                                                              | Länge | B-Seite                                                           | Länge |
| ---- | -------------------------------------------------------------------- | ----- | ----------------------------------------------------------------- | ----- |
| 1968 | Robinson Crusoe (D. Zimmermann, Giorgio Moroder, Fred Jay)           | 2:33  | Sonny Boy (D. Zimmermann, G. Moroder, F. Jay)                     | 2:36  |
| 1968 | Señor Gonzales (Dieter Zimmermann/Georg Buschor)                     | 2:28  | Mein schönster Tag (Howard Evans, William Jenkins, /H.-U. Weigel) | 2:59  |
| 1969 | Concerto d’Amore (Hans Blum)                                         | 2:23  | Wie der Wind (D. Zimmermann, Hans-Ulrich Weigel)                  | 2:58  |
| 1969 | Wer schreibt heut’ noch Liebesbriefe (D. Zimmermann & Renée Marcard) | 2:26  | Das Fest der Pompadour (D. Zimmermann & Renée Marcard)            | 2:36  |
| 1970 | Fragezeichen mag ich nicht (H. Blum/H. Bredow)                       | 2:34  | Wie der nächste Autobus (D. Zimmerman / F. Jay)                   | 2:26  |
| 1970 | Ein kleiner Mann in einer Flasche (Billy Meshel & Curl List)         | 2:41  | Ich suchte Liebe bei dir (Joachim Heider / J. Relin)              | 2:27  |
| 1972 | Geh’ mit Gott (Joan Baez, Ennio Morricone und F. Jay)                | 3:04  | Tausend Wunder (Agnetha Fältskog, Ben Juris)                      | 3:22  |
| 1972 | Komm doch zu mir (Robert Puschmann und Sven Linus)                   | 3:22  | Ich denk’ an dich (Agnetha Fältskog, Ben Juris)                   | 3:00  |

## Auszeichnungen für Musikverkäufe
| Goldene Schallplatte - Australien - 2013: für das Album A - Niederlande - 1983: für das Album Wrap Your Arms Around Me |

Anmerkung: Auszeichnungen in Ländern aus den Charttabellen bzw. Chartboxen sind in ebendiesen zu finden.
| Land/RegionAuszeichnungen für Musikverkäufe (Land/Region, Auszeichnungen, Verkäufe, Quellen) | Silber  | Gold     | Platin  | Verkäufe | Quellen              |
| -------------------------------------------------------------------------------------------- | ------- | -------- | ------- | -------- | -------------------- |
| Australien (ARIA)                                                                            | —       | Gold1    | —       | 35.000   | aria.com.au          |
| Deutschland (BVMI)                                                                           | —       | Gold1    | —       | 100.000  | musikindustrie.de    |
| Niederlande (NVPI)                                                                           | —       | Gold1    | —       | 50.000   | nvpi.nl              |
| Schweden (IFPI)                                                                              | —       | Gold1    | Platin1 | 80.000   | sverigetopplistan.se |
| Vereinigtes Königreich (BPI)                                                                 | Silber1 | Gold1    | —       | 160.000  | bpi.co.uk            |
| Insgesamt                                                                                    | Silber1 | 5× Gold5 | Platin1 |          |                      |

## Sonstige Auszeichnungen
- Kommandeur 1. Klasse des Wasaordens (2024)[17]

## Dokumentationen
- Agnetha: ABBA and After. BBC One, Oktober 2014.